# Jaggid-Lim
Jaggid-Lim war König von Mari im 19. Jahrhundert vor Chr. Über ihn ist nahezu nichts bekannt. Er war Vater von Jaḫdun-Lim und schloss einen Vertrag mit Ila-Kabkabi, geriet später jedoch in Konflikt mit ihm.